# Komitet Kaukaski w Generalnym Gubernatorstwie
Komitet Kaukaski w Generalnym Gubernatorstwie (niem. Kaukasische Vetrauenstelle im Generalgouvernement, ros. Кавказский комитет) – kaukaski organ przedstawicielski w okupowanej Warszawie podczas II wojny światowej
Komitet powstał prawdopodobnie pod koniec 1939 r. w okupowanej Warszawie w celu reprezentowania interesów miejscowej diaspory kaukaskiej wobec niemieckich władz okupacyjnych. Mieścił się przy ulicy Smolnej. Składał się z wydziałów: organizacyjnego, społecznego, propagandowego i wojskowego. Przewagę mieli w nim Gruzini. Początkowo na jego czele stanął Grigorij Alszibaja. Jednakże po pewnym czasie Niemcy doprowadzili do zastąpienia go bardziej przychylnym ich władzy prof. Giorgi Nakaszydze. Z biegiem czasu Komitet zaczął kierować swoje działania coraz bardziej na pomoc uchodźcom pochodzącym z Kaukazu. Działalność Komitetu trwała do l sierpnia 1944 r., czyli wybuchu powstania warszawskiego.